# لنکس رابینسون
لنکس رابینسون (انگلیسی: Lennox Robinson) یک فیلم‌نامه‌نویس، نمایشنامه‌نویس، تهیه‌کننده فیلم و مدیر تئاتر اهل ایالات متحده آمریکا بود.
وی در سال ۱۹۳۰ میلادی، بابت نگارش فیلم‌نامهٔ خانه بزرگ، برندهٔ جایزه اسکار بهترین فیلم‌نامه اقتباسی شد.
جایزه‌ای به افتخار او به نام «جایزه ادبی لنوکس رابینسون» از سال ۲۰۱۴ برپا شد.